# Alex Wiesendanger
Alex Wiesendanger (* 5. April 1983 in New York City, New York) ist ein US-amerikanischer Sozialarbeiter und ehemaliger Kinderdarsteller.

## Leben
Alex Wiesendanger war in seiner Kindheit nur kurzzeitig als Schauspieler tätig. 1993 stand er in Emile Ardolinos Musikverfilmung Der Nußknacker und Bernardo Bertoluccis Spielfilm Little Buddha vor der Kamera. Mit Ausnahme dieser beiden Filme war Wiesendanger nicht mehr als Schauspieler tätig.
Als junger Mann studierte Wiesendanger an der Binghamton University Musik- und Politikwissenschaft. Danach zog er nach Illinois, wo er an der Loyola University Chicago Sozialwissenschaft studierte. Schon früh engagierte sich Wiesendanger politisch. Noch in New York lebend arbeitete er als Assistent für den Abgeordneten Michael Benjamin. 2004 arbeitete er in jener Kampagne mit, deren Ziel es war, Dennis Kucinich zum Präsidentschaftskandidaten der Demokraten für die Wahl 2004 zu nominieren, wenn auch nicht mit erhofftem Erfolg.
Wiesendanger lebte zeitweise in Tennessee und war ab August 2005 für zwei Jahre Vorstandsmitglied in der Tennessee Coalition to Abolish State Killing, kurz TCASK, einer Vereinigung, deren Aufgabe es ist, sich für die Abschaffung der Todesstrafe starkzumachen. Er gehörte den Jesuit Volunteers an und arbeitete in Chicago für die Community Renewal Society.
Alex Wiesendanger lebt mit seiner Frau und zwei Kindern in New York.

## Filmografie
- 1993: Der Nußknacker (The Nutcracker)
- 1993: Little Buddha (Little Buddha)